# Йохан VI фон Залм-Райфершайд
Йохан VI фон Залм-Райфершайд (на немски: {Johann VI von Salm-Reifferscheid; * 1418; † 28 септември 1475, Кьолн) е господар на Райфершайт, Дик и Алфтер и от 1460 г. първият граф на Залм-Райфершайт. Той е родоначалник на по-късните князе на Залм-Райфершайд-Дик–Краутхайм–Райц–Бедбург.

## Живот
Той е големият син на Йохан V фон Райфершайд († 1418) и втората му съпруга Юта фон Кулембург от Нидерландия († сл. 1428), дъщеря на Герит I ван Кулемборг († 1394) и Баерте ван Егмонд († 1411). Внук е на Хайнрих фон Райфершайд († 1376), господар на Бедбург, и Рихардис фон Дик, наследничка на брат ѝ Герхард II фон Дик. Сестра му Юта († 1485) е абатиса на „Св. Квирин“ в Нойс.
През 1416 г. графството Нидерсалм е наследено от род Райфершайд и се нарича Салм/Залм-Райфершайд. През 1456 г. Йохан VI фон Залм-Райфершайд получава графството Залм и през 1460 г. се нарича с титата граф на Залм.
Той умира на 28 септември 1475 г. в Кьолн и е погребан там в олтара Кармелите.

## Фамилия
Йохан VI се жени на 30 март 1445 г. за Ирмгард фон Вефелингхофен († 7 септември 1474, погребана в Залм), наследничка на Алфтер, дъщеря на Вилхелм II фон Вефелингхофен († 2 януари 1452) и Рихарда фон Алфтер († 2 януари 1425). Те имат децата:
- Вилхелм († ок. 1508), каноник във Верден
- Йохан VII († 26 декември 1479), граф на Залм, господар на Райфершайд, женен пр. 1466/октомври 1467 г. за Филипина фон Нойенар († 1494)
- Хайнрих († 1475), каноник в Кьолн, приор в Бон
- Петер (ок. 1480 – сл. 13 ноември 1505 в Кьолн), граф на Залм-Райфершайт-Дик, женен на 3 май 1480 г. за Регина фон Сайн (1461 – 1495), дъщеря на граф Герхард II фон Сайн.
- Райнхард (пр. 1469 – сл. 1508), в орден в Инстербург
- Юта († сл. 1479), омъжена пр. 13 февруари 1472 г. за граф Улрих VIII Регенщайн-Бланкенбург († 1489)
- Агнес (пр. 1475 – сл. 1509), монахиня в Кьолн
- Йохан († сл. 1466)

Той има незаконната дъщеря:
- Рикарда, канонеса в Торн